# Sölvbacka strömmar
Sölvbacka strömmar este o arie protejată (arie specială de conservare — SAC, sit de importanță comunitară — SCI) din Suedia întinsă pe o suprafață de 43,9 ha, integral pe uscat.

## Localizare
Centrul sitului Sölvbacka strömmar este situat la coordonatele 62°47′30″N 13°18′14″E / 62.7916°N 13.304°E.

## Înființare
Situl Sölvbacka strömmar a fost declarat sit de importanță comunitară în ianuarie 2002 pentru a proteja 2 specii de animale. Situl a fost protejat și ca arie specială de conservare în martie 2011.

## Biodiversitate
Situată în ecoregiunea alpină, aria protejată conține 1 habitat natural: Râuri naturale fino-scandinave.
La baza desemnării sitului se află mai multe specii protejate de  mamifere (2): vidră de râu (Lutra lutra), râs eurasiatic (Lynx lynx).